# Sandy Mayer
Sandy Mayer (Flushing, 5 de abril de 1952) es un exjugador de tenis estadounidense. En su carrera conquistó 34 torneos ATP y su mejor posición en el ranking de individuales fue N.º 7 en abril de 1982,mientras que en el de dobles fue N.º 3 en enero de 1985.

## Títulos ATP (34; 10+24)

### Individual (10)
| N.º | Fecha                   | Torneo      | Superficie    | Oponente en la final | Resultado               |
| --- | ----------------------- | ----------- | ------------- | -------------------- | ----------------------- |
| 1.  | 3 de febrero de 1974    | Baltimore   | Carpeta       | Clark Graebner       | 6-2, 6-1                |
| 2.  | 3 de marzo de 1974      | Paramus     | Dura (i)      | Jürgen Fassbender    | 6-1, 6-3                |
| 3.  | 24 de marzo de 1974     | Jackson     | Carpeta       | Karl Meiler          | 7-6, 7-5                |
| 4.  | 31 de enero de 1977     | Little Rock | Carpeta       | Haroon Rahim         | 6-2, 6-4                |
| 5.  | 8 de marzo de 1977      | Hampton     | Carpeta       | Stan Smith           | 4-6, 6-3, 6-2, 1-6, 6-3 |
| 6.  | 6 de noviembre de 1977  | Estocolmo   | Dura (i)      | Raymond Moore        | 6-2, 6-4                |
| 7.  | 12 de febrero de 1978   | San Luis    | Carpeta       | Eddie Dibbs          | 7-6, 6-4                |
| 8.  | 23 de noviembre de 1981 | Bolonia     | Carpeta       | Ilie Năstase         | 7-5, 6-3                |
| 9.  | 9 de agosto de 1982     | Cleveland   | Dura          | Robert Van't Hof     | 7-5, 6-3                |
| 10. | 4 de julio de 1983      | Gstaad      | Tierra batida | Tomáš Šmíd           | 6-0, 6-3, 6-2           |

#### Finalista (10)
| N.º | Fecha | Torneo               | Superficie    | Oponente en la final | Resultado          |
| --- | ----- | -------------------- | ------------- | -------------------- | ------------------ |
| 1.  | 1973  | Baltimore, U.S.      | Dura (i)      | Jimmy Connors        | 6–4, 7–5           |
| 2.  | 1974  | Birmingham, U.S.     | Moqueta       | Jimmy Connors        | 7–5, 6–3           |
| 3.  | 1975  | Maui, U.S.           | Dura          | Jimmy Connors        | 6–1, 6–0           |
| 4.  | 1975  | Hong Kong            | Dura          | Tom Gorman           | 6–3, 6–1, 6–1      |
| 5.  | 1977  | San José, U.S.       | Dura          | Jiří Hřebec          | 3–6, 6–4, 7–5      |
| 6.  | 1980  | Surbiton, Inglaterra | Hierba        | Brian Gottfried      | 6–3, 6–3           |
| 7.  | 1981  | Los Ángeles, U.S.    | Dura          | John McEnroe         | 6–7, 6–3, 6–3      |
| 8.  | 1981  | Colonia, Alemania    | Dura (i)      | Ivan Lendl           | 6–3, 6–3           |
| 9.  | 1981  | Estocolmo, Suecia    | Dura (i)      | Gene Mayer           | 6–4, 6–2           |
| 10. | 1982  | Stuttgart, Alemania  | Tierra batida | Ramesh Krishnan      | 5–7, 6–3, 6–3, 7–6 |

### Dobles (24)
| N.º | Fecha | Torneo               | Superficie    | Pareja           | Oponentes en la final               | Resultado     |
| --- | ----- | -------------------- | ------------- | ---------------- | ----------------------------------- | ------------- |
| 1.  | 1974  | Roanoke, U.S.        | Indoors       | Vitas Gerulaitis | Ian Crookenden Jeff Simpson         | 7–6, 6–1      |
| 2.  | 1974  | Birmingham, U.S.     | Moqueta       | Ian Fletcher     | Nicholas Kalogeropoulos Iván Molina | 4–6, 7–6, 6–1 |
| 3.  | 1975  | Roanoke, U.S.        | Indoors       | Vitas Gerulaitis | Juan Gisbert Ion Ţiriac             | 7–6, 1–6, 6–3 |
| 4.  | 1975  | Wimbledon, London    | Hierba        | Vitas Gerulaitis | Colin Dowdeswell Allan Stone        | 7–5, 8–6, 6–4 |
| 5.  | 1976  | Fort Worth, U.S.     | Dura          | Vitas Gerulaitis | Eddie Dibbs Harold Solomon          | 6–4, 7–5      |
| 6.  | 1976  | Indian Wells, U.S.   | Dura          | Colin Dibley     | Raymond Moore Erik Van Dillen       | 6–4, 6–7, 7–6 |
| 7.  | 1977  | Hampton, U.S.        | Moqueta       | Stan Smith       | Paul Kronk Cliff Letcher            | 6–4, 6–3      |
| 8.  | 1977  | Los Ángeles, U.S.    | Dura          | Frew McMillan    | Tom Leonard Mike Machette           | 6–2, 6–3      |
| 9.  | 1977  | Wembley, England     | Dura          | Frew McMillan    | Brian Gottfried Raúl Ramírez        | 6–3, 7–6      |
| 10. | 1978  | Birmingham, U.S.     | Moqueta       | Vitas Gerulaitis | Frew McMillan Dick Stockton         | 3–6, 6–1, 7–6 |
| 11. | 1978  | Guadalajara, México  | Tierra batida | Sherwood Stewart | Gene Mayer Sashi Menon              | 4–6, 7–6, 6–3 |
| 12. | 1978  | San José, U.S.       | Moqueta       | Gene Mayer       | Hank Pfister Brad Rowe              | 6–3, 6–4      |
| 13. | 1979  | Indian Wells, U.S.   | Dura          | Gene Mayer       | Cliff Drysdale Bruce Manson         | 6–4, 7–6      |
| 14. | 1979  | Roland Garros, París | Tierra batida | Gene Mayer       | Ross Case Phil Dent                 | 6–4, 6–4, 6–4 |
| 15. | 1980  | Boston, U.S.         | Tierra batida | Gene Mayer       | Hans Gildemeister Andrés Gómez      | 1–6, 6–4, 6–4 |
| 16. | 1980  | Columbus, U.S.       | Dura          | Brian Gottfried  | Peter Fleming Eliot Teltscher       | 6–4, 6–2      |
| 17. | 1981  | Memphis, U.S.        | Moqueta       | Gene Mayer       | Mike Cahill Tom Gullikson           | 7–6, 6–7, 7–6 |
| 18. | 1981  | Bruselas, Bélgica    | Moqueta       | Frew McMillan    | Kevin Curren Steve Denton           | 4–6, 6–3, 6–3 |
| 19. | 1982  | Gstaad, Suiza        | Tierra batida | Ferdi Taygan     | Heinz GüntDurat Markus GüntDurat    | 6–2, 6–3      |
| 20. | 1983  | Montreal, Canadá     | Dura          | Ferdi Taygan     | Tim Gullikson Tom Gullikson         | 6–3, 6–4      |
| 21. | 1984  | Stuttgart, Alemania  | Tierra batida | Andreas Maurer   | Fritz Buehning Ferdi Taygan         | 7–6, 6–4      |
| 22. | 1984  | Columbus, U.S.       | Dura          | Stan Smith       | Charles Bud Cox Terry Moor          | 6–4, 6–7, 7–5 |
| 23. | 1984  | Colonia, Alemania    | Dura (i)      | Wojtek Fibak     | Jan Gunnarsson Joakim Nyström       | 6–1, 6–3      |
| 24. | 1984  | Viena, Austria       | Dura (i)      | Wojtek Fibak     | Heinz GüntDurat Balázs Taróczy      | 6–4, 6–4      |

### Finalista en dobles (16)
| N.º | Fecha | Torneo                 | Superficie    | Pareja           | Oponentes en la final              | Resultado     |
| --- | ----- | ---------------------- | ------------- | ---------------- | ---------------------------------- | ------------- |
| 1.  | 1971  | Cincinnati, U.S.       | Tierra batida | Roscoe Tanner    | Stan Smith Erik Van Dillen         | 6–1, 3–6, 6–4 |
| 2.  | 1973  | Baltimore WCT, U.S.    | Dura (i)      | Paul Gerken      | Jimmy Connors Clark Graebner       | 3–6, 6–2, 6–3 |
| 3.  | 1975  | Hong Kong              | Dura          | Bob Carmichael   | Tom Okker Ken Rosewall             | 6–3, 6–4      |
| 4.  | 1978  | Filadelfia, U.S.       | Moqueta       | Vitas Gerulaitis | Bob Hewitt Frew McMillan           | 6–4, 6–4      |
| 5.  | 1978  | Richmond WCT, U.S.     | Moqueta       | Vitas Gerulaitis | Bob Hewitt Frew McMillan           | 6–3, 7–5      |
| 6.  | 1979  | Forest Hills WCT, U.S. | Tierra batida | Gene Mayer       | Peter Fleming John McEnroe         | 6–7, 7–6, 6–3 |
| 7.  | 1980  | Washington, U.S.       | Tierra batida | Gene Mayer       | Hans Gildemeister Andrés Gómez     | 6–4, 7–5      |
| 8.  | 1980  | Toronto, Canadá        | Dura          | Heinz GüntDurat  | Bruce Manson Brian Teacher         | 6–3, 3–6, 6–4 |
| 9.  | 1980  | San Francisco, U.S.    | Moqueta       | Gene Mayer       | Peter Fleming John McEnroe         | 6–1, 6–4      |
| 10. | 1981  | Róterdam, Países Bajos | Dura (i)      | Gene Mayer       | Fritz Buehning Ferdi Taygan        | 7–6, 1–6, 6–4 |
| 11. | 1982  | Estrasburgo, Francia   | Moqueta       | Frew McMillan    | Wojtek Fibak John Fitzgerald       | 6–4, 6–3      |
| 12. | 1983  | Los Ángeles, U.S.      | Dura          | Ferdi Taygan     | Peter Fleming John McEnroe         | 6–1, 6–2      |
| 13. | 1984  | Cincinnati, U.S.       | Dura          | Balázs Taróczy   | Francisco González Matt Mitchell   | 4–6, 6–3, 7–6 |
| 14. | 1984  | Los Ángeles, U.S.      | Dura          | Wojtek Fibak     | Ken Flach Robert Seguso            | 4–6, 6–4, 6–3 |
| 15. | 1985  | Filadelfia, U.S.       | Moqueta       | Wojtek Fibak     | Joakim Nyström Mats Wilander       | 3–6, 6–2, 6–2 |
| 16. | 1985  | San Francisco, U.S.    | Moqueta       | Brad Gilbert     | Paul Annacone Christo van Rensburg | 3–6, 6–3, 6–4 |